# Barmkin
Barmkin, også stavet barmekin eller barnekin, er et skotsk ord, der betegner en form for middelalderlig og senere defensiv indhegning, typisk fundet omkring mindre borge, beboelsestårne, peel tower og bastle-huse i Skotland og det nordlige England. Det er blevet foreslået, at ordet etymologisk kan være en forvanskning af ordet barbican eller berme. Barmkin-indhegningen rummede typisk sekundære bygninger og kunne bruges til at beskytte kvæg under angreb.
I 1535 vedtog parlamentet under Jakob 5. af Skotland, at "enhver godsejer, der bor i indlandet eller ved grænsen, og som ejer jord af værdien 100 pund ny vurdering, skal opføre en tilstrækkelig barmkin på sin ejendom og jord i det mest passende sted, af sten og kalk, med målene 60 fod i firkant, én alen tyk og seks alen høj, til beskyttelse og forsvar af ham selv, hans fæstebønder og deres ejendom i urolige tider, med et tårn i samme, hvis han finder det hensigtsmæssigt."
Steder som havde barmkins inkluderer Halton Castle i Cheshire, Smailholm Tower i Scottish Borders og Crichton Castle i Midlothian. Barmkin-indhegningen er bevaret ved Hills Tower i Dumfries and Galloway.

## Andre anvendelser
"Barmekin of Echt", nær landsbyen Echt (Aberdeenshire), er en forhistorisk borganlæg med fem cirkulære stenforsvarsværker på en bakketop. Selvom den lokalt kaldes "Barmekin" of Echt, er den arkitektonisk ikke relateret til en barmkin.